# کریستین سپدا
کریستین سپدا (انگلیسی: Christian Cepeda؛ زادهٔ ۵ فوریهٔ ۱۹۹۱) بازیکن فوتبال اهل آرژانتین است.
از باشگاه‌هایی که در آن بازی کرده‌است می‌توان به باشگاه فوتبال آرسنال ساراندی اشاره کرد.